# Torquer
Ein Torquer ist in der Medizintechnik eine Führungs- und Handhabungshilfe für Führungsdrähte. Ein Führungsdraht ist ein sehr dünner Draht, oft kleiner als einen halben Millimeter im Durchmesser, der von einem Arzt in Hohlgefäße eines Patienten eingeführt wird. An diesem Draht entlang soll später beispielsweise ein Katheter zur Diagnose oder Therapie eingeführt werden.
Da solche Drähte sehr dünn sind, ist es für den Arzt, der meistens auch noch Operationshandschuhe trägt, sehr schwierig, diesen zu handhaben. Dabei hilft der Torquer, der selbst einige Millimeter im Durchmesser und einige Zentimeter Länge besitzt. Der Führungsdraht wird in eine Führungsnut eingebracht und über ein Klemmmittel festgeklemmt. Dieses kann gelöst werden, wenn mehr Draht benötigt wird, und ist heutzutage meist mit einer Hand zu betätigen.
Der Arzt, der die aktuelle Position des Führungsdrahts im Körper meist in Echtzeit, beispielsweise durch ein Tomographiebild, beobachtet, kann den festgeklemmten Draht mit Hilfe des Torquers nun voran- oder zurückschieben und verdrehen. 
Seinen Namen hat der Torquer aus dem Lateinischen, von dem Wort torquere (verdrehen). Somit werden auch andere Hilfsmittel zum Erzeugen von Drehmoment als Torquer bezeichnet.